# 泉州公交35路
泉州公交35路是中华人民共和国泉州市境内的一条公共交通线路，全程22.9公里。起讫点为泉州一院城东分院至开发区管委会，运营时间为泉州一院城东分院：5:55-18:00；开发区管委会：7:00-19:00

## 历史
- 2004年6月1日，泉州公交发展有限公司（公交集团前身）开通35路。初期运行区间为汽车东站-游乐园，初期运营时间为汽车东站5:55-18:20，游乐园6:50-19:20，使用车辆为2路退下的11部亚星JS6770H型柴油无空调公交车[2]
- 2005年3月1日，35路启用无人售票制度，票价不变[3]
- 2005年12月14日，因桥南立交建设施工需要，35路取消途径温陵南路、泉州大桥，改为途径义全街、堤后路、笋江路、兴贤路至展览城站后原线行驶[4]
- 2007年8月1日，35路取消途径南迎宾大道、游乐园，改为经由泉安北路、凤池路、德泰路、吉泰路延伸至清濛行政中心[5]
- 2008年1月1日，35路接手并增加自25路退下的4部亚星JS6770H型，配车数增加至12部
- 2008年9月10日，因汽车东站改造，35路自汽车东站，经由城华北路至华大公交站始发终到[6]
- 2010年9月28日，35路更换为9部福达FZ6890UF3G3型柴油空调公交车[7]
- 2014年3月11日，因火烧桥高架建设需要，35路自该日起取消停靠火烧桥站
- 2014年7月15日，35路自华侨大学，经由城东街、安吉路延伸至泉州一院城东分院始发终到[8]
- 2015年12月，35路接手并增加自K2路退下的3部FZ6890UF3G3，配车数增至12部
- 2017年7月20日，35路票价由分段计价¥2.5降为一票制¥1.0[9][10]
- 2018年5月17日，35路更换为12部大金龙XMQ6802AGBEVL2型空调电动巴士，并退下12部FZ6890UF3G3
- 2021年10月13日，因泉州大桥加固施工封闭半幅车道，35路往开发区管委会方向临时取消途径泉州大桥、华洲家装市场、华洲。改为途径宝洲街、田安路南段、田安大桥、池峰路东段至安踏鞋业原线行驶，其余不变。[11]
- 2022年1月11日，泉州大桥恢复双向通车，35路自该日起取消途径宝洲街、田安路南段、田安大桥、池峰路东段，双向恢复途径泉州大桥、华洲家装市场、华洲。[12]
- 2022年3月15日，因疫情防控工作需要，35路自该日起暂停运营至4月17日。[13]
- 2022年4月18日，35路恢复运营。[14]
- 2022年8月5日，35路自该日起取消停靠仕公岭站。同日，因泉州东站即将于兴泉铁路通车后拆除，原火车东站更名为黄林新村站。[15]
- 2025年5月23日，因凤池路快捷化改造围挡施工需要。35路自该日起临时取消停靠池店镇政府及前山村等站点。

## 站点
| 路线 | 路线 | 路线 | 所在地区、街道 | 所在地区、街道          | 站点名           | 备注                        |
| ---- | ---- | ---- | -------------- | ----------------------- | ---------------- | --------------------------- |
|      |      |      | 丰泽区         | 瑞泰街                  | 泉州一院城东分院 | 起讫站                      |
|      |      |      | 丰泽区         | 城东街                  | 海峡体育中心北门 |                             |
|      |      |      | 丰泽区         | 城东街                  | 体育中心北四门   |                             |
|      |      |      | 丰泽区         | 城东街                  | 城东中学         |                             |
|      |      |      | 丰泽区         | 城华北路 （北迎宾大道） | 华侨大学         |                             |
|      |      |      | 丰泽区         | 城华南路 （北迎宾大道） | 火烧桥           | 华大电商园                  |
|      |      |      | 丰泽区         | 城华南路 （北迎宾大道） | 黄林新村         | 原名 火车东站               |
|      |      |      | 丰泽区         | 城华南路 （北迎宾大道） | 明日广场         |                             |
|      |      |      | 丰泽区         | 坪山路                  | 坪山加油站       |                             |
|      |      |      | 丰泽区         | 丰泽街                  | 公交大厦         |                             |
|      |      |      | 丰泽区         | 丰泽街                  | 人民医院         | 人民保险                    |
|      |      |      | 丰泽区         | 丰泽街                  | 明湖路口         | 原名 泰和兴业               |
|      |      |      | 丰泽区         | 田安北路                | 丰泽小区         |                             |
|      |      |      | 丰泽区         | 田安北路                | 后坂街口         |                             |
|      |      |      | 丰泽区         | 津淮街                  | 津坂路口         |                             |
|      |      |      | 鲤城区         | 温陵南路                | 海关大楼         |                             |
|      |      |      | 鲤城区         | 温陵南路                | 温陵路南段       | 原名 中医院、泉州汽车站西门 |
|      |      |      | 晋江市         | 泉安北路                | 华洲家装市场     | 原名 华洲                   |
|      |      |      | 晋江市         | 泉安北路                | 华洲             | 原名 华洲水果市场           |
|      |      |      | 晋江市         | 泉安北路                | 安踏鞋业         | 原名 安踏集团               |
|      |      |      | 晋江市         | 泉安北路                | 东山             |                             |
|      |      |      | 晋江市         | 凤池路                  | 晋江二中         | 原名 智泰路口               |
|      |      |      | 开发区         | 德泰路                  | 德泰路路口       | 原名 晋江二中               |
|      |      |      | 开发区         | 德泰路                  | 鸿绮集团         |                             |
|      |      |      | 开发区         | 德泰路                  | 三兴集团         |                             |
|      |      |      | 开发区         | 德泰路                  | 锦信             |                             |
|      |      |      | 开发区         | 德泰路                  | 崇惠街口         | 原名 清濛长途车站           |
|      |      |      | 开发区         | 德泰路                  | 仙公山公园       |                             |
|      |      |      | 开发区         | 崇祥街                  | 崇祥街           |                             |
|      |      |      | 开发区         | 兴泰路                  | 兴泰路南段       |                             |
|      |      |      | 开发区         | 崇顺街                  | 崇顺街           |                             |
|      |      |      | 开发区         | 安泰路                  | 安泰路           |                             |
|      |      |      | 开发区         | 雅泰路                  | 雅泰路           |                             |
|      |      |      | 开发区         | 雅泰路                  | 市公安局训练基地 |                             |
|      |      |      | 开发区         | 政泰路                  | 开发区管委会     | 起讫站                      |

## 票价
35路计价方式为一票制，全程票价¥1.0
- 泉通卡普通卡9折，月票卡、敬老卡、爱心卡优惠功能有效
- 可使用泉城通APP及支付宝、云闪付、微信乘车码支付

## 配车
35路配车数总计12部，其中：
- 大金龙XMQ6802AGBEVL2  12部

- 亚星JS6770H
（2004.8 - 2010.9）
- 福达FZ6890UF3G3
（2010.9 - 2018.5）
- 大金龙XMQ6802AGBEVL2
（2018.5 - ）

## 相关
- 泉州公交线路列表